# Латчер (Луїзіана)
Латчер (англ. Lutcher) — місто (англ. town) в США, в окрузі Сент-Джеймс штату Луїзіана. Населення — 3133 особи (2020).

## Географія
Латчер розташований за координатами 30°3′47″ пн. ш. 90°42′42″ зх. д. / 30.06306° пн. ш. 90.71167° зх. д. (30.063050, -90.711681).  За даними Бюро перепису населення США в 2010 році місто мало площу 8,80 км², з яких 8,71 км² — суходіл та 0,09 км² — водойми.

## Демографія
Згідно з переписом 2010 року, у місті мешкало 3559 осіб у 1291 домогосподарстві у складі 951 родини. Густота населення становила 404 особи/км².  Було 1406 помешкань (160/км²).
Расовий склад населення:
| - 52,3 % — чорних або афроамериканців - 46,2 % — білих - 0,2 % — азіатів - 0,1 % — корінних американців |

До двох чи більше рас належало 1,0 %. Частка іспаномовних становила 0,4 % від усіх жителів.
За віковим діапазоном населення розподілялося таким чином: 23,9 % — особи молодші 18 років, 59,0 % — особи у віці 18—64 років, 17,1 % — особи у віці 65 років та старші. Медіана віку мешканця становила 41,4 року. На 100 осіб жіночої статі у місті припадало 92,8 чоловіків;  на 100 жінок у віці від 18 років та старших — 87,4 чоловіків також старших 18 років.
Середній дохід на одне домашнє господарство  становив 55 281 долар США (медіана — 42 368), а середній дохід на одну сім'ю — 66 748 доларів (медіана — 54 375). Медіана доходів становила 60 379 доларів для чоловіків та 26 563 долари для жінок. За межею бідності перебувало 15,8 % осіб, у тому числі 9,3 % дітей у віці до 18 років та 22,1 % осіб у віці 65 років та старших.
Цивільне працевлаштоване населення становило 1267 осіб. Основні галузі зайнятості: виробництво — 28,0 %, освіта, охорона здоров'я та соціальна допомога — 17,4 %, роздрібна торгівля — 9,9 %, науковці, спеціалісти, менеджери — 9,9 %.